# Thomas Keighley
Thomas Keighley (Stalybridge, 15 oktober 1869 – Cheadle, 13 november 1935) was een Britse componist, muziekpedagoog, dirigent en organist. Hij was het tweede kind van het echtpaar Fox en Maria Keighley.

## Levensloop
Keighley werd op 18-jarige leeftijd organist aan de Christ-Church in Stalybridge en al een paar maanden later kreeg hij een gelijke functie aan de St. Johns Church in Dukinfield. In 1889 werd hij lid van de Ashton Philharmonic. In 1891 behaalde hij zijn orgeldiploma aan het Royal College of Organists (ARCO) en in 1893 het diploma als fellow (FRCO). Op advies van niemand minder dan Charles Hallé studeerde hij van 1895 tot 1898 aan het Royal Northern College of Music in Manchester, dat toen nog Royal Manchester College of Music heette. Na het behalen van zijn diploma's was hij werkzaam als organist aan de Albion's new church in Ashton-under-Lyne. In 1898 behaalde hij zijn Bachelor of Music aan de Victoria Universiteit in Manchester. In 1901 behaalde hij zijn Doctor of Musical Arts.
Hij werkte verder als muziekpedagoog en componist, maar hij is ook auteur van muziektheoretische boekken, zoals Manual for Music (1913), Harmony (1914), First Theory Lessons for Pianists (1920) en First Lessons in Counterpoint (1929).
Als docent voor harmonie en orgel was hij verbonden aan zijn Alma mater, het Royal Northern College of Music in Manchester. In 1902 werd hij in het bestuur van het Royal College of Organists beroepen en bleef in deze functie tot aan zijn dood. Vanaf 1912 was hij dirigent bij de Stockport Vocal Union en sinds 1916 van de Manchester Vocal Society. In 1920 werd hij verder dirigent van de Oldham Musical Society.
Als componist schreef hij werken voor verschillende genres zoals werken voor brassband, vocale muziek en kamermuziek. Zes van zijn werken voor brassband waren verplicht gesteld tijdens de brassbandkampioenschappen in het "Belle Vue" in Manchester. Hij was een veel gevraagd jurylid tijdens de brassbandkampioenschappen. Verder was hij jurylid bij de examina aan het Trinity College of Music in Londen, aan de Incorporated Society of Musicians en aan het Royal College of Organists.

## Composities

### Werken voor brassband
- 1924: - Romance in f mineur, voor eufonium en brassband
- 1925: - Macbeth
- 1926: - A Midsummer Night's Dream
- 1927: - The Merry Wives of Windsor
- 1928: - Lorenzo
- 1932: - The Crusaders
- 1935: - A Nothern Rhapsody

### Vocale muziek

#### Werken voor koor
- 1902: - Sleep, sleep, hymne voor gemengd koor - tekst: Canon Dayman
- 1904: - Te Deum laudamus in A, voor gemengd koor
- 1914: - All in a Garden fair, oud Engels lied voor gemengd koor
- 1914: - Minka - Cossack Love Song ..., voor gemengd koor (SATB)
- 1915: - Dumbarton's Drums, Schotse melodie voor gemengd koor
- 1915: - Music, when soft Voices die, voor vrouwenkoor - tekst: Shelley
- 1917: - King Arthur Had Three Sons, voor gemengd koor (SATB)
- 1922: - A Modern Santa-Claus, voor tweestemmig koor en piano - tekst: M. Westoby
- 1923: - The Swing, voor tweestemmig koor en piano - tekst: R. L. Stevenson
- 1928: - Evening Rhapsody, voor driestemmig vrouwenkoor
- 1930: - Morley's Fire, Fire, voor vierstemmig mannenkoor (TTBB)
- 1930: - My Bonny Lass she smileth..., voor mannenkoor
- - All Creatures Now Are Merry, voor gemengd koor
- - O Snatch Me Swift, voor vierstemmig mannenkoor
- - Purcell's Nymphs and Shepherds, voor tweestemmig koor

#### Liederen
- 1919: - The Leprehaun, Iers lied voor zangstem en piano - tekst: P. W. Joyce
- 1920: - Saviour, breathe an evening Blessing, Anthem voor zangstem en piano - tekst: J. Edmeston
- 1921: - Now the Day is over, Anthem voor zangstem en piano - tekst: S. Baring Gould
- 1923: - Robin Adair, Schottisch lied voor zangstem en piano - tekst: Robert Burns
- 1924: - Lord, speak a parting Word, Anthem voor zangstem en piano - tekst: W. A. Kay
- 1929: - Ye Banks and Braes, Schottisch lied voor zangstem en piano - tekst: Robert Burns
- 1930: - It was a Lover and his Lass ..., voor zangstem en piano
- 1930: - The banks of Allan Water, voor zangstem en piano
- 1930: - The Meeting of the Waters, Iers lied voor zangstem en piano - tekst: Thomas Moore

### Werken voor piano
- 1913: - Silhouettes
- 1915: - Two recreative pieces
  1. Arabesque
  2. Nocturne
- 1922: - Sonatina School
- 1927: - Sprites

### Pedagogische werken
- 1915: - First Lessons in Rhythmic Gymnastics ..., 12 liederen voor kinderen
- 1918: - At the Seaside, lichte pianostukken

## Publicaties
- Lord, thou hast been our refuge : Being a setting of a portion of the 90th psalm for five-part chorus with solos & c, with an accompaniment for orchestra of strings and wood-wind ; and offered by the author as an exercise for the degree of Bachelor of Music at the Victoria University, Manchester : University of Manchester, 1898.
- A Manual of Music for use in training colleges and secondary schools, London: Longmans & Co., 1913. 75 p.
- Ten Papers of Tests at the Organ for A. R. C. O. and L. R. A. M. candidates, London: G. Schirmer, 1914.
- Graded Harmony Questions and Exercises, London: Bayley & Ferguson, 1914.
- Graded harmony questions and exercises, containing one hundred exercises with spaces prepared for the answers and for the teacher's notes, Book III, London: Bayley & Ferguson, 1914.
- Harmony : A simple and systematic treatise on the harmonization of melodies and basses, London: Bayley & Ferguson, 1914. 189 p.
- Graded harmony questions and exercises ..., Book II (IV). London: Bayley & Ferguson, 1914-1915.
- Ten papers on harmony, counterpoint, fugue, general knowledge and dictation : for A.R.C.O. candidates, and for general use, London: G. Schirmer, 1915. 27 p.
- First Theory Lessons for Young Pianists, York: Banks & Son, 1920.
- Stanley Withers: An Appreciation, in: The Musical Times, vol. 69 nr. 1021 (March 1, 1928), p. 269
- First Lessons in Counterpoint, London: Bayley & Ferguson, 1929. 84 p.
- Rudiments of Music, z.d.